# Cacostola obliquata
Cacostola obliquata är en skalbaggsart som beskrevs av Martins och Maria Helena M. Galileo 1995. Cacostola obliquata ingår i släktet Cacostola och familjen långhorningar. Inga underarter finns listade.